# Ron jezik
Ron jezik (ISO 639-3: cla; “chala”, “challa”), afrazijski jezik zapadnočadske skupine, kojim govori 115 000 ljudi (1995) u nigerijskoj državi Plateau, u LGA Bokkos, Barakin-Ladi i Mangu. Ron se pobliže klasificira skupini A.4. ron-fyer, i podskupini pravih ron jezika.
Ima nekoliko dijalekata: bokkos (alis i run), daffo-butura (lis ma run) i monguna (shagawu, shagau, nafunfia, maleni).

## Vanjske poveznice
- Ethnologue (14th)
- Ethnologue (15th)